# Лайош Бардош
Лайош Бардош (угор. Bárdos Lajos; 1 жовтня 1899, Будапешт, Австро-Угорщина — 18 листопада 1986, Будапешт, Угорщина) — угорський композитор, хоровий диригент, музикознавець і педагог.

## Біографія
Навчався в Музичній академії Ференца Ліста у Альберта Шиклоша та Золтана Кодая (композиція). У 1925—1962 роках був керівником низки хорових колективів. Керував музичним видавництвом та журналом «Magyar Kórus». Був одним із лідерів руху «Співаюча молодь». Займався педагогічною діяльністю, зокрема у 1928—1966 роках професор теорії та історії музики у Вищій музичній школі у Будапешті. Як композитор писав твори для хору. Автор теоретичних праць про творчість Бели Бартока та Ігоря Стравінського. У творчості Бардош спирався на інтонації угорських народних пісень. Хори в жартівливо-танцювальному жанрі на тлі інших були особливо популярні та ефектні.
Його лекції в Академії славилися своєю ясністю і жвавістю, і в нього завжди був повний зал, незалежно від предмета, що викладається. Серед його учнів в Академії був Георгій Куртаг, який через десятиліття присвятив йому дві композиції (11, пісня № 2 і 12). Дьорд Лігеті зробив незвичайний крок, регулярно відвідуючи лекції Бардоша, коли вони обидва викладали в Академії. Як казав сам Дьорд Лігеті, лекції Бардоша вплинули на нього значний вплив на його ранні твори.
Його молодший брат Дьордь Деак-Бардош також був композитором.